# Helmer Roschier
Rolf Helmer Roschier, född 10 januari 1891 i Ilmola, död 17 augusti 1962, var en finländsk kemiingenjör.
Roschier blev student 1909, diplomingenjör 1914 och teknologie doktor 1918. Han var chefskemist vid Kymi Oy 1919–1939 och professor i träkemisk teknologi vid Tekniska högskolan i Helsingfors 1939–1959. Han var ordförande i Suomalaisten kemistien seura 1939 och invaldes som ledamot av Finska Vetenskapsakademien 1949.